# Augusto Pedro de Sousa
1. WEITERLEITUNG Augusto Pedro de Souza